# Leone Gasperoni
Leone Gasperoni (ur. 3 września 1974) – sanmaryński piłkarz występujący na pozycji obrońcy, reprezentant San Marino w latach 1994–1997.

## Kariera klubowa
W latach 1992–1995 występował w AC San Marino (Serie D). W 1995 roku przeszedł do włoskiego klubu CBR Pietracuta, w którym występował przez 2 sezony na poziomie Promozione Marche. W latach 2000–2004 był graczem SS Cosmos (Campionato Sammarinese), z którym w sezonie 2000/01 wywalczył mistrzostwo San Marino (pierwsze w historii tego klubu) oraz zadebiutował w europejskich pucharach w dwumeczu przeciwko Rapidowi Wiedeń (0:1 i 0:2) w Pucharze UEFA 2001/02.

## Kariera reprezentacyjna
16 listopada 1994 zadebiutował w reprezentacji San Marino prowadzonej przez Giorgio Leoniego w przegranym 0:2 meczu przeciwko Grecji w ramach eliminacji Mistrzostw Europy 1996. W ramach tej kampanii kwalifikacyjnej rozegrał on 3 spotkania. W latach 1996–1997 pod wodzą selekcjonera Massimo Boniniego wystąpił w 5 meczach eliminacji do Mistrzostw Świata 1998. Ogółem w latach 1994-1997 rozegrał on w drużynie narodowej 8 spotkań (wszystkie zakończyły się porażką San Marino), nie zdobył żadnego gola.

## Sukcesy
SS Cosmos
- mistrzostwo San Marino: 2000/01